# Eike Immel
Eike Immel (Stadtallendorf, 27 novembre 1960) è un ex calciatore tedesco, di ruolo portiere.

## Carriera

### Club
Debuttò con il Borussia Dortmund nel 1978, contro il Bayern Monaco. Nel 1986 dopo 247 partite, venne acquistato dallo Stoccarda per 2 milioni di marchi, a quell'epoca la cifra più alta mai pagata per un portiere di calcio.
Nel 1996 Immel, dopo una Bundesliga vinta nel 1992, approdò in Premier League nelle file del Manchester City dove terminò la carriera nel 1997.
Attualmente, con 534 presenze, è al settimo posto nella graduatoria dei calciatori con più presenze in Bundesliga ed è al terzo posto per partite giocate senza subire gol (147 partite) dietro ad Oliver Kahn e ad Oliver Reck.

### Nazionale
Con la Germania Ovest Immel totalizzò 19 presenze dal 1980 al 1989, giocando la prima l'11 ottobre 1980 a Eindhoven contro l'Paesi Bassi (1-1). Partecipò agli europei di calcio di Italia 1980 e Germania Ovest 1988 a ai mondiali di calcio di Spagna 1982 e Messico 1986.

## Palmarès

### Giocatore

#### Competizioni nazionali
- Campionato tedesco: 1

Stoccarda: 1991-1992
- Supercoppa di Germania: 1

Stoccarda: 1992